# Heinrich Castorp
Heinrich Castorp († 10. September 1512 in Lübeck) war ein deutscher Kaufmann, Ratsherr und Bürgermeister der Hansestadt Lübeck.

## Leben
Heinrich Castorp war Sohn des bedeutenden Lübecker Bürgermeisters Hinrich Castorp. Er wurde im Jahr 1500 in den Rat der Stadt gewählt und dort in seinem Todesjahr 1512 zu einem der Bürgermeister bestimmt. Er gehörte als Ratsherr 1503 einer Lübecker Gesandtschaft an, die mit Dänemark verhandelte. 1511 vertrat er die Stadt auf dem Hansetag in Lübeck.
Er wohnte im Haus seines Vaters in der Königstraße 42 und gehörte seit 1501 der einflussreichen Zirkelgesellschaft an. Er verfasste eine verloren gegangene Chronik, die von dem Chronisten Reimar Kock als eine seiner Quellen benannt wurde.
Sein Sohn Hinrich Castorp wurde ebenfalls Ratsherr in Lübeck.